# Foix (film)
Pour les articles homonymes, voir Foix (homonymie).
Pour plus de détails, voir Fiche technique et Distribution.
Foix est un court métrage documentaire, réalisé en 1994 par Luc Moullet.
Durant treize minutes, le film propose, avec ironie, une visite de la ville de Foix,.

## Synopsis
Présentée comme une ville ringarde et arriérée à la manière d'un documentaire sobre, Foix a cependant beaucoup évolué depuis 1994.

## Fiche technique
- Titre original : Foix
- Réalisation : Luc Moullet
- Photographie : Lionel Legros, Cendrine Dedise
- Son : Patrick Frederich
- Mixage : Julien Cloquet
- Montage : Isabelle Patissou-Maintigneux
- Production déléguée : Richard Copans
- Sociétés de production : Les Films d'ici, avec la participation de Canal+ et du CNC
- Pays de production :  France
- Langue originale : français
- Format : couleur - 35 mm
- Genre : documentaire
- Durée : 13 minutes

## Distribution
- Didier Beaudet : narrateur (voix)